# Ophrestia lyallii
Ophrestia lyallii är en ärtväxtart som först beskrevs av George Bentham, och fick sitt nu gällande namn av Bernard Verdcourt. Ophrestia lyallii ingår i släktet Ophrestia och familjen ärtväxter.

## Underarter
Arten delas in i följande underarter:
- O. l. lyallii
- O. l. meridionalis
- O. l. orientalis